# Élections législatives de 1951 dans la Haute-Vienne
Les élections législatives françaises de 1951 se tiennent le 17 juin. Ce sont les deuxièmes élections législatives de la Quatrième République.

## Mode de scrutin
Représentation proportionnelle plurinominale suivant la méthode du plus fort reste dans 103 circonscriptions, conformément à la loi des apparentements : les listes qui se sont « apparentées » avant l'élection remportent tous les sièges de la circonscription si leurs voix ajoutées obtiennent la majorité absolue des suffrages exprimés. Il y a 629 sièges à pourvoir.
Le vote préférentiel est admis. 
Dans le département de la Haute-Vienne, cinq députés sont à élire.

## Candidats

### Liste d'union républicaine, résistante et antifasciste présentée par le Parti communiste français
| N° | Candidats | Candidats         | Parti | Principales fonctions                                                              |
| -- | --------- | ----------------- | ----- | ---------------------------------------------------------------------------------- |
| 01 |           | Alphonse Denis    | PCF   | Député sortant, employé de commerce                                                |
| 02 |           | Jean Tricart      | PCF   | Député sortant, cultivateur, ancien résistant, Le Palais-sur-Vienne                |
| 03 |           | Georges Guingouin | PCF   | Instituteur, ancien maire de Limoges, ancien résistant, Compagnon de la Libération |
| 04 |           | Marthe Lyraud     | PCF   | Maire de Saint-Laurent-les-Églises                                                 |
| 05 |           | Aimé Faugeras     | PCF   | Maire d'Oradour-sur-Glane                                                          |

### Liste socialisteSFIO
| N° | Candidats | Candidats         | Parti | Principales fonctions                                                                                    |
| -- | --------- | ----------------- | ----- | --- |
| 01 |           | Jean Le Bail      | SFIO  | Agrégé de l'Université, député sortant, secrétaire de la fédération socialiste, Limoges                  |
| 02 |           | René Regaudie     | SFIO  | Pharmacien, Président du Conseil général, maire de Châteauneuf-la-Forêt, député sortant                  |
| 03 |           | Gabriel Debrégéas | SFIO  | Cultivateur, conseiller général du canton de Nexon, maire de La Meyze, ancien député                     |
| 04 |           | André Foussat     | SFIO  | Cultivateur, conseiller général du canton de Nieul, maire de Chaptelat, ancien résistant                 |
| 05 |           | Paul Champagnac   | SFIO  | Receveur municipal honoraire, conseiller général du canton de Bellac, premier adjoint au maire de Bellac |

### Liste du Rassemblement du peuple français
| N° | Candidats | Candidats        | Parti | Principales fonctions                                                                     |
| -- | --------- | ---------------- | ----- | ----------------------------------------------------------------------------------------- |
| 01 |           | André Bardon     | RPF   | Avocat, ancien député Gauche radicale, ancien ministre                                    |
| 02 |           | Gilbert Font     | RPF   | Professeur agrégé au lycée de Limoges, conseiller municipal de Limoges                    |
| 03 |           | Lucien Michelaud | RPF   | Industriel à Saint-Junien                                                                 |
| 04 |           | Pierre Bonnet    | RPF   | Cultivateur à La Meyze                                                                    |
| 05 |           | Jean Valette     | RPF   | Contrôleur de travaux à Peyrat-le-Château, ancien combattant des Forces Françaises Libres |

### Liste du Mouvement républicain populaire
| N° | Candidats | Candidats       | Parti | Principales fonctions                                                                 |
| -- | --------- | --------------- | ----- | ------------------------------------------------------------------------------------- |
| 01 |           | Robert Schmidt  | MRP   | Représentant, député sortant, ancien résistant, Limoges                               |
| 02 |           | Pierre Delage   | MRP   | Juge au Tribunal civil de Montmorillon, conseiller général du canton de Châteauponsac |
| 03 |           | Jean Dufour     | MRP   | Médecin, adjoint au maire de Limoges                                                  |
| 04 |           | Robert Dagnas   | MRP   | Employé                                                                               |
| 05 |           | Henri Mazabraud | MRP   | Négociant                                                                             |

### Liste du Parti radical-socialiste
| N° | Candidats | Candidats        | Parti   | Principales fonctions                           |
| -- | --------- | ---------------- | ------- | ----------------------------------------------- |
| 01 |           | André Cramier    | Radical | Négociant                                       |
| 02 |           | Martial Gloumeau | Radical | Avocat, Limoges                                 |
| 03 |           | Louis Timbal     | Radical | Directeur d'école, Bellac                       |
| 04 |           | Raymond Bouhet   | Radical | Agent comptable de la Sécurité sociale, Panazol |
| 05 |           | Félix Gibaud     | Radical | Industriel                                      |

### Liste du Rassemblement des gauches républicaines
| N° | Candidats | Candidats          | Parti | Principales fonctions  |
| -- | --------- | ------------------ | ----- | ---------------------- |
| 01 |           | Pierre Travers     | RGR   | Administrateur social  |
| 02 |           | Marie Jean Varenne | RGR   | Commandant en retraite |
| 03 |           | Charles Thévenin   | RGR   | Docteur en médecine    |
| 04 |           | André Cousty       | RGR   | Représentant           |
| 05 |           | Marcel Caro        | RGR   | Docteur vétérinaire    |

## Élus
| Député sortant | Parti | Parti | Député élu ou réélu | Parti | Parti |
| -------------- | ----- | ----- | ------------------- | ----- | ----- |
| Alphonse Denis |       | PCF   | Alphonse Denis      |       | PCF   |
| Jean Tricart   |       | PCF   | Jean Tricart        |       | PCF   |
| Jean Le Bail   |       | SFIO  | Jean Le Bail        |       | SFIO  |
| René Regaudie  |       | SFIO  | René Regaudie       |       | SFIO  |
| Robert Schmidt |       | MRP   | André Bardon        |       | RPF   |

## Résultats

### Résultats à l'échelle du département
- Les listes de la SFIO, du MRP et Rad soc se sont apparentées.
- Les voix cumulées de l'apparentement représentant moins de 50% des exprimés, les sièges sont répartis à la proportionnelle entre tous les partis.
- Le score de l'apparentement est considéré comme celui d'une liste pour la répartition générale, ensuite la répartition interne des sièges entre apparentées se fait également à la proportionnelle.

| Parti    | Parti                                              | Tête de liste  | Résultats | Résultats | Sièges |  |
| Parti    | Parti                                              | Tête de liste  | Voix      | %         |        |  |
| -------- | -------------------------------------------------- | -------------- | --------- | --------- | ------ |  |
|          | Parti communiste français                          | Alphonse Denis | 66 778    | 39,14     | 2      |  |
|          | Section française de l'Internationale ouvrière *   | Jean Le Bail   | 54 752    | 32,09     | 2      |  |
|          | Rassemblement du peuple français                   | André Bardon   | 27 958    | 16,39     | 1      |  |
|          | Mouvement républicain populaire *                  | Robert Schmidt | 11 841    | 6,94      | 0      |  |
|          | Parti républicain, radical et radical-socialiste * | André Cramier  | 4 621     | 2,71      | 0      |  |
|          | Rassemblement des gauches républicaines            | Pierre Travers | 3 321     | 1,95      | 0      |  |
|          |                                                    |                |           |           |        |  |
| Inscrits | Inscrits                                           | Inscrits       | 221 460   | 100,00    | 5      |  |
| Votants  | Votants                                            | Votants        | 174 664   | 78,87     |        |  |
| Exprimés | Exprimés                                           | Exprimés       | 170 635   | 97,69     |        |  |